# 4dolph5on:f4lk
4dolph5on:f4lk  eller 454 är  Adolphson & Falks  sjunde svenska album, utgivet 1999.

## Låtlista
| Nr  | Titel                             | Längd |
| --- | --------------------------------- | ----- |
| 1.  | Tidsrymd                          | 4:01  |
| 2.  | Utan Ord                          | 4:23  |
| 3.  | Chelsea Hotel                     | 3:36  |
| 4.  | Hög Av En Låg Förväntan           | 4:31  |
| 5.  | Om Det Bara Var Så Enkelt         | 3:44  |
| 6.  | Skuggorna Som Aldrig Lagt Sig Ner | 4:28  |
| 7.  | Kvar Sen Igår                     | 5:13  |
| 8.  | Färd I Ett Regn                   | 3:43  |
| 9.  | Som När Ett Glas Börjat Falla     | 3:52  |
| 10. | Igenom Mörkret                    | 4:03  |
| 11. | Så Väl Som Du                     | 3:55  |
| 12. | Hjul Snurrar Runt                 | 4:35  |

## Medverkande[2]

### Adolphson & Falk
- Anders Falk – Akustisk gitarr (Låt 1,10), Musik, Textförfattare, Sång
- Tomas Adolphson – Musik, Sång

### Övriga medverkande
- Esbjörn Öhrwall – Akustisk gitarr (låt: 6,7,11), Elgitarr (låt: 1, 4, 10-11), Gitarr (låt: 2, 12)
- Thomas Tjärnkvist – Akustisk gitarr (låt: 4, 8), Bas (låt: 1, 4, 5, 9-11), Elgitarr (låt: 6-8), Gitarr (låt: 9)
- Peter Ågren – Bakgrundssång (låt: 2), Bas (låt: 12), Elgitarr (låt: 7), Keyboards, Co Producent
- Andrew Dry – Bas (låt: 5-8)
- Erik Kinell – Bas (låt: 3), Gitarr (låt: 3)
- Mattias Moberg – Trummor, Cymbal
- Patrik Jonsfjord – Elgitarr (låt: 5)
- Ronald Bood – Programmering (låt: 1-4, 6, 7, 9-12), Såg (låt: 3, 6)

### Produktion
- Niklas Wendt – Omslag
- Lena Gemfors – Styling
- Karl-Fredrik Von Hausswolff – Fotografi
- Ronald Bood – Producent, Inspelning, Mixning
- Robert Wellerfors – Mastering
- Alar Suurna – Mixning (låt: 8)